# Milan Ristovski
Milan Ristovski (makedonsky: Милан Ристовски; * 8. dubna 1998) je severomakedonský profesionální fotbalista, který hraje na pozici útočníka za český klub Bohemians Praha 1905 a severomakedonský národní tým.

## Klubová kariéra
Svou kariéru začal ve svém rodném městě v klubu Rabotnički Skopje, kde debutoval 22. listopadu 2014 ve věku 16 let. V únoru 2017 byl zapůjčen do chorvatské Rijeky do června téhož roku, kde se připojil ke svému staršímu bratrovi Stefanovi. V červenci 2017 byl opět zapůjčen do Rijeky s opcí na odkup, tentokrát na celou sezónu. Svůj debut v Rijece si odbyl 10. prosince 2017, kdy nastoupil jako náhradník v zápase chorvatské první fotbalové ligy proti Slaven Belupo. Po půlsezónním hostování v klubu podepsal v červenci 2021 tříletou smlouvu se Spartakem Trnava. Ristovski se stal nejdražším příchodem do klubu, když přišel z Rijeky za nezveřejněnou částku. 1. ledna 2024 podepsal Ristovski dlouhodobou smlouvu s českým prvoligovým klubem Bohemians Praha 1905.

## Reprezentační kariéra
Ristovski si zahrál v národních týmech Severní Makedonie do 17, 19 a 21 let. Za severomakedonskou fotbalovou reprezentaci debutoval 4. června 2021 v přátelském utkání proti Kazachstánu a vstřelil třetí gól svého týmu při vítězství 4:0.

## Osobní život
Jeho starší bratr Stefan je také profesionálním fotbalistou, který hraje za Dinamo Záhřeb a národní tým Severní Makedonie. Ristovski hovoří plynně slovensky. Je křesťanem.

## Statistiky

### Klubové
Platí k zápasu hranému 16. března 2024.
| Klub                       | Sezóna            | Liga                           | Liga   | Liga | Národní pohár | Národní pohár | Kontinentální | Kontinentální | Ostatní | Ostatní | Celkově | Celkově |
| Klub                       | Sezóna            | Soutěž                         | Zápasy | Góly | Zápasy        | Góly          | Zápasy        | Góly          | Zápasy  | Góly    | Zápasy  | Góly    |
| -------------------------- | ----------------- | ------------------------------ | ------ | ---- | ------------- | ------------- | ------------- | ------------- | ------- | ------- | ------- | ------- |
| Rabotnički Skopje          | 2014/15           | Prva makedonska fudbalska liga | 6      | 0    | —             | —             | —             | —             | —       | —       | 6       | 0       |
| Rabotnički Skopje          | 2015/16           | Prva makedonska fudbalska liga | 18     | 1    | 2             | 0             | 1             | 0             | 1       | 0       | 22      | 1       |
| Rabotnički Skopje          | 2016/17           | Prva makedonska fudbalska liga | 5      | 0    | —             | —             | 0             | 0             | —       | —       | 5       | 0       |
| Rabotnički Skopje          | Celkově           | Celkově                        | 29     | 1    | 2             | 0             | 1             | 0             | 1       | 0       | 33      | 1       |
| Rijeka                     | 2017/18           | Prva hrvatska nogometna liga   | 1      | 0    | —             | —             | —             | —             | —       | —       | 1       | 0       |
| Rijeka                     | 2018/19           | Prva hrvatska nogometna liga   | 3      | 0    | 0             | 0             | —             | —             | —       | —       | 3       | 0       |
| Rijeka                     | 2020/21           | Prva hrvatska nogometna liga   | 3      | 0    | —             | —             | 0             | 0             | —       | —       | 3       | 0       |
| Rijeka                     | Celkově           | Celkově                        | 7      | 0    | 0             | 0             | 0             | 0             | —       | —       | 7       | 0       |
| Krško (hostování)          | 2018/19           | Prva slovenska nogometna liga  | 16     | 2    | 4             | 0             | —             | —             | —       | —       | 20      | 2       |
| Nitra (hostování)          | 2019/20           | 1. slovenská fotbalová liga    | 27     | 11   | 3             | 3             | —             | —             | 2       | 1       | 32      | 15      |
| Spartak Trnava (hostování) | 2020/21           | 1. slovenská fotbalová liga    | 12     | 5    | 1             | 0             | —             | —             | —       | —       | 13      | 5       |
| Spartak Trnava             | 2021/22           | 1. slovenská fotbalová liga    | 30     | 8    | 6             | 1             | 4             | 0             | —       | —       | 40      | 9       |
| Spartak Trnava             | 2022/23           | 1. slovenská fotbalová liga    | 28     | 3    | 6             | 1             | 3             | 0             | —       | —       | 37      | 4       |
| Spartak Trnava             | 2023/24           | 1. slovenská fotbalová liga    | 13     | 1    | 1             | 0             | 7             | 0             | —       | —       | 21      | 1       |
| Spartak Trnava             | Celkově           | Celkově                        | 84     | 17   | 14            | 2             | 14            | 0             | —       | —       | 111     | 19      |
| Bohemians Praha 1905       | 2023/24           | 1. česká fotbalová liga        | 5      | 0    | —             | —             | —             | —             | —       | —       | 5       | 0       |
| Celkově v kariéře          | Celkově v kariéře | Celkově v kariéře              | 168    | 31   | 20            | 5             | 15            | 0             | 3       | 1       | 206     | 37      |

### Reprezentační
Platí k zápasu hranému 2. června 2022.
| Národní tým       | Rok     | Zápasy | Góly |
| ----------------- | ------- | ------ | ---- |
| Severní Makedonie | 2021    | 8      | 2    |
| Severní Makedonie | 2022    | 3      | 1    |
| Celkově           | Celkově | 11     | 3    |

#### Reprezentační góly
Skóre a výsledky Severní Makedonie jsou vždy zapsány jako první. Góly Milana Ristovského jsou zvýrazněny.
| Gól | Datum              | Místo                                                | Zápas | Soupeř     | Skóre | Výsledek | Soutěž                                           |
| --- | ------------------ | ---------------------------------------------------- | ----- | ---------- | ----- | -------- | ------------------------------------------------ |
| 1.  | 4. června 2021     | Toše Proeski Arena, Skopje, Severní Makedonie        | 1.    | Kazachstán | 3:0   | 4:0      | Přátelský zápas                                  |
| 2.  | 11. listopadu 2021 | Vazgen Sargsyan Republican Stadium, Jerevan, Arménie | 7.    | Arménie    | 4:0   | 5:0      | Kvalifikace na Mistrovství světa ve fotbale 2022 |
| 3.  | 2. června 2022     | Huvepharma Arena, Razgrad, Bulharsko                 | 11.   | Bulharsko  | 1:1   | 1:1      | Liga národů UEFA 2022/23                         |
| 4.  | 17. října 2023     | Stadion Blagoj Istatov, Strumica, Severní Makedonie  | 20.   | Arménie    | 2:0   | 3:1      | Přátelský zápas                                  |

## Úspěchy
Rijeka
- Chorvatský pohár: 2018/19

Spartak Trnava
- Slovenský pohár: 2021/22, 2022/23